# Daniel Ballart
Pour les articles homonymes, voir Ballart.
Daniel Ballart Sans (né le 17 mars 1973 à Barcelone) est un joueur de water-polo espagnol.
Il remporte la médaille d'argent aux Jeux olympiques dans sa ville natale et celle d'or aux Jeux suivants à Atlanta.
Il est champion du monde en 1998 et 2001.